# 山形蔵王温泉スキー場
山形蔵王温泉スキー場（やまがたざおうおんせんスキーじょう）は、山形県山形市蔵王温泉に位置するスキー場。

## 概要
日本スキーにおける聖地であるとされ、安比高原と共に東北地方を代表するスキー場でもある。
蔵王山の西麓に広がる広大な敷地は単独のスキー場として日本最大の面積を誇り、変化に富むコースを数多く有することもあって冬場は多くのスキー客で賑わいを見せる。
最上部の樹氷原コースでは樹氷が見られることで世界的に有名であるほか、コースの幅やゲレンデの広さ、宿泊施設などが充実していることから学生のスキー実習にも多く利用されている。
1925年（大正14年）の開場（ただし、最初のリフト架設は1951年）以来蔵王温泉の温泉街と共に発展し、温泉街や宿泊施設と一体化していることもあって一年を通して観光客が訪れている。
広大なコース・ゲレンデは山頂から扇形に広がっており、最下層のゲレンデ間は直接移動できない箇所が多い。そのためバス等で移動するか、リフト等で中・上層の分岐点まで登る必要がある。
また、利用客向けの駐車場は最下層ゲレンデ付近にしかない。

## 営業期間
- 12月上旬〜3月下旬
  - 例年12月の第1／第2土曜日にスキー場開きが行われる。
  - ゲレンデ下部は3月31日まで、上部は5月上旬まで営業。

営業時間
- AM8:30 - PM5:00

ナイター営業
- PM5:00 - PM9:00（上の台ゲレンデのみ）

## ゲレンデとリフト・ロープウェイ

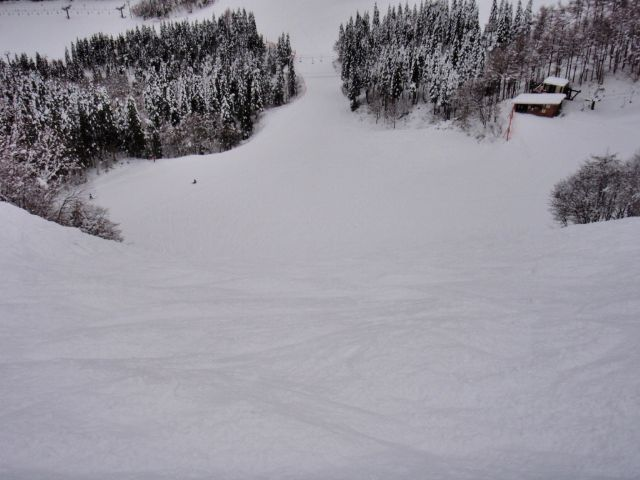
横倉の壁

全てのリフトがタッチ＆ゴー方式である。以前は目視確認であった。

ロープリフトは存在しない。(蔵王温泉第3AB線はシングルリフトである。)
| ゲレンデ                                 | リフト・ロープウェイ                                  | 景観 |
| ---------------------------------------- | ----------------------------------------------------- | --- |

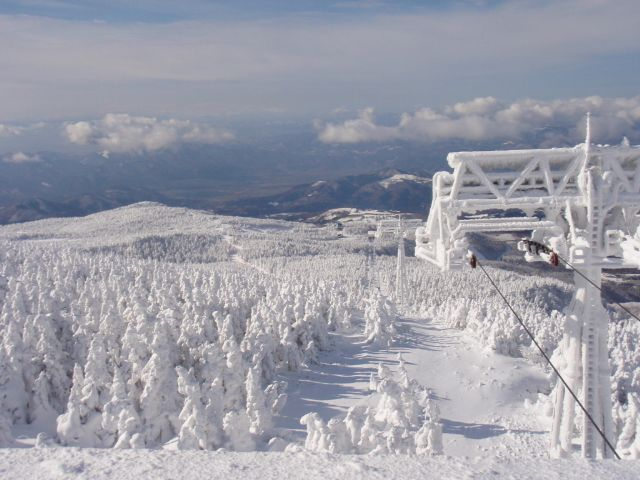
山頂駅屋上からの景色

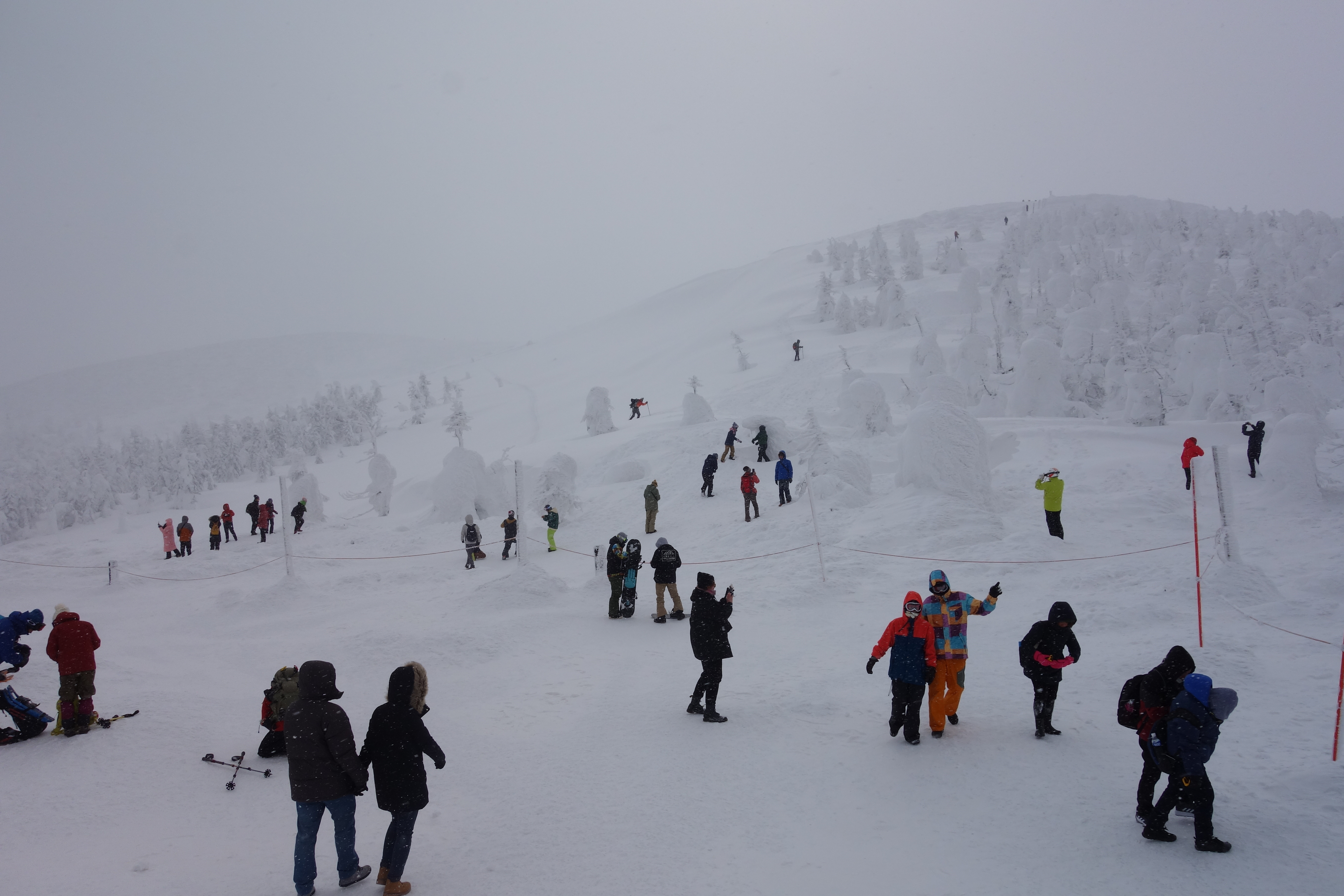
蔵王山頂駅周辺

| 樹氷原コース                             | 蔵王ロープウェイ山頂線 （フニテル式）                 | 樹氷原コースは当スキー場を象徴するコースで1月から3月の最盛期には見事な樹氷が見られる。コースは比較的平坦で初級者でも滑走できる。ロープウェイ蔵王山頂駅から百万人ゲレンデを経由して横倉ゲレンデに至る場内最長コースと、ロープウェイ山頂駅から下る樹氷原コースの一部。 ザンゲ坂コースは名前のイメージの通り上級者コースとなっている。気候条件のため凍りやすいうえ、コース幅が狭く、整地されていないため山頂目当てに来た初心者が立ち往生することもある。 なお坂の名前の由来は、初心者がここに来てしまった事への後悔や神に懺悔をして「無事に降りられるよう」祈った事と言われている。 |
| ザンゲ坂コース                           | 蔵王ロープウェイ山頂線 （フニテル式）                 | 樹氷原コースは当スキー場を象徴するコースで1月から3月の最盛期には見事な樹氷が見られる。コースは比較的平坦で初級者でも滑走できる。ロープウェイ蔵王山頂駅から百万人ゲレンデを経由して横倉ゲレンデに至る場内最長コースと、ロープウェイ山頂駅から下る樹氷原コースの一部。 ザンゲ坂コースは名前のイメージの通り上級者コースとなっている。気候条件のため凍りやすいうえ、コース幅が狭く、整地されていないため山頂目当てに来た初心者が立ち往生することもある。 なお坂の名前の由来は、初心者がここに来てしまった事への後悔や神に懺悔をして「無事に降りられるよう」祈った事と言われている。 |
| 大平コース                               | -                                                     | 南側の各ゲレンデ（中央ゲレンデやパラダイスゲレンデなど）から上の台方面へ下山するコース。全長は5kmだが、接続するゲレンデを含めると数字以上のロングコースとなる。コース上部では歩行が必要なほど緩やかな場所もあり、初心者コースとなる。リフトを用いて歩行を迂回することもできる。 |
| 高鳥コース                               | -                                                     | 蔵王スカイケーブル終着駅付近から下り、ハーネンカムコースへ合流するコース。 |
| ハーネンカムAコース、Bコース、Cコース    | 蔵王温泉第4クワッド                                   | 中・上級者向けコースで、A･B･Cの3コースがある。上の台ゲレンデ上部に位置する国際スキー連盟公認の競技コースで、各種競技会が行われる。 |
| ハーネンカムAコース、Bコース、Cコース    | 蔵王国体ペア                                          | 中・上級者向けコースで、A･B･Cの3コースがある。上の台ゲレンデ上部に位置する国際スキー連盟公認の競技コースで、各種競技会が行われる。 |
| 上の台ゲレンデ                           | 蔵王スカイケーブル                                    | 主なゲレンデの一つで「ジュピア」からゲレンデに入場したときに真正面に広がる位置にある。下部は幅広の緩斜面で、初級者の練習場所になりやすい。また周囲には宿泊施設併設のレストランなども充実しており、混雑し易い。標高が低いため、時期、時間によって滑走条件が大きく変わる。 ナイター営業を行っている。 |
| 上の台ゲレンデ                           | 蔵王温泉第1ペア                                       | 主なゲレンデの一つで「ジュピア」からゲレンデに入場したときに真正面に広がる位置にある。下部は幅広の緩斜面で、初級者の練習場所になりやすい。また周囲には宿泊施設併設のレストランなども充実しており、混雑し易い。標高が低いため、時期、時間によって滑走条件が大きく変わる。 ナイター営業を行っている。 |
| 上の台ゲレンデ                           | 蔵王温泉第2クワッド                                   | 主なゲレンデの一つで「ジュピア」からゲレンデに入場したときに真正面に広がる位置にある。下部は幅広の緩斜面で、初級者の練習場所になりやすい。また周囲には宿泊施設併設のレストランなども充実しており、混雑し易い。標高が低いため、時期、時間によって滑走条件が大きく変わる。 ナイター営業を行っている。 |
| 上の台ゲレンデ                           | 蔵王温泉第3AB線                                       | 主なゲレンデの一つで「ジュピア」からゲレンデに入場したときに真正面に広がる位置にある。下部は幅広の緩斜面で、初級者の練習場所になりやすい。また周囲には宿泊施設併設のレストランなども充実しており、混雑し易い。標高が低いため、時期、時間によって滑走条件が大きく変わる。 ナイター営業を行っている。 |
| 上の台ゲレンデ                           | 山交高速ペア （廃止済）                               | 主なゲレンデの一つで「ジュピア」からゲレンデに入場したときに真正面に広がる位置にある。下部は幅広の緩斜面で、初級者の練習場所になりやすい。また周囲には宿泊施設併設のレストランなども充実しており、混雑し易い。標高が低いため、時期、時間によって滑走条件が大きく変わる。 ナイター営業を行っている。 |
| 竜山ゲレンデ                             | 竜山ペアAB線                                          | 駐車場との連絡のために作られたゲレンデ。上の台ゲレンデ北側に独立した形で広がり、あまり混雑しない。適度な中斜面でレッスンや中級クラスには快適なバーンである。また、コインチャレンジャーを常設しており、タイムレースも楽しめる。 なお、唐松コースは、廃止となり、いくことができない。 |
| サンライズゲレンデ                       | サンライズペアAB線                                    | 中森ゲレンデと上の台方面のアクセスに使われるゲレンデ。斜面は全体的に片側へ偏っており、またゲレンデの幅が広く距離もあるため、初級者から上級者まで幅広く楽しめる。リフトの反対側のゲレンデは前半から中盤にかけて急勾配になっているため、中～上級者向けとなっている。 |
| 中森ゲレンデ                             | 蔵王中央ロープウェイ                                  | 中森第2リフトの中間駅に相当する当たりまでは緩～中斜面だが、中間駅より上は勾配がきつくなっており、中～上級者向けになっている。他のゲレンデから中森ゲレンデへ移動するには、サンライズゲレンデを経由して「かもしか大橋」を渡る、平坦な道筋しかない。 音楽が有線放送で流されている。 |
| 中森ゲレンデ                             | 中森第1トリプル                                       | 中森第2リフトの中間駅に相当する当たりまでは緩～中斜面だが、中間駅より上は勾配がきつくなっており、中～上級者向けになっている。他のゲレンデから中森ゲレンデへ移動するには、サンライズゲレンデを経由して「かもしか大橋」を渡る、平坦な道筋しかない。 音楽が有線放送で流されている。 |
| 中森ゲレンデ                             | 中森第2ペア                                           | 中森第2リフトの中間駅に相当する当たりまでは緩～中斜面だが、中間駅より上は勾配がきつくなっており、中～上級者向けになっている。他のゲレンデから中森ゲレンデへ移動するには、サンライズゲレンデを経由して「かもしか大橋」を渡る、平坦な道筋しかない。 音楽が有線放送で流されている。 |
| ダイヤモンドバレー                       | ダイヤモンド第1ペア （廃止済）                        | 当スキー場の中では比較的新しいコースで、スカイケーブル終点・中央高原駅の北側にある。緩斜面主体で行き止まりのコースであり、初級者も安心して滑走できる。また、北側斜面のため雪質が良いことが多い。 |
| ダイヤモンドバレー                       | ダイヤモンド第2ペア                                   | 当スキー場の中では比較的新しいコースで、スカイケーブル終点・中央高原駅の北側にある。緩斜面主体で行き止まりのコースであり、初級者も安心して滑走できる。また、北側斜面のため雪質が良いことが多い。 |
| 中央ゲレンデ                             | 中央第1ペアAB線                                       | 北斜面で雪質が良い。400～500mの短い中～急斜面数本で構成されている。鳥兜山、三郎岳、五郎岳の尾根に囲まれ、全体的に扇形を描く斜面となっている。音楽が有線放送で流されている。 |
| 中央ゲレンデ                             | 中央第2ペアAB線                                       | 北斜面で雪質が良い。400～500mの短い中～急斜面数本で構成されている。鳥兜山、三郎岳、五郎岳の尾根に囲まれ、全体的に扇形を描く斜面となっている。音楽が有線放送で流されている。 |
| パラダイスゲレンデ                       | パラダイスペアAB線                                    | 距離は短いが急斜面が連続する上級者向けゲレンデ。 リフトで登れるコースでは最も標高が高いため雪質が良く、初心者コースと上級者コースのレベル差が大きい。リフトはAとBが並行して2線ある、レストランの客席が大きいなどの理由からか、何かと人気がある。1990年代にはリフト待ちが15分以上に並ぶことも多かった。 音楽が有線放送で流されている。 |
| パラダイスゲレンデ                       | 片貝トリプル                                          | パラダイスゲレンデから中央ゲレンデ上部へ接続するリフト。山麓へ向かう際に大平コースのスケーティングを回避することができる。 |
| コタンゲレンデ（廃止済）                 | パラダイス第3ペア （廃止済）                          | パラダイスゲレンデの北側に隣接するゲレンデだった。緩～中斜面だが、強風が吹くことが多かった。 ジャンプ台が設置されることが多かった。音楽が有線放送で流されていた。 現在は、廃止となっている。 |
| 菖蒲沼ゲレンデ                           | 菖蒲沼第1トリプル （廃止済）                          | 距離は短いが幅は広く、また斜度は緩く一定であるため初心者にも広く利用されている。 また、ユートピアゲレンデからの連絡コースが接続されている。 以前は付近に宿泊施設が集まっていたが、現在はすべてなくなっている。 音楽が有線放送で流されている。 |
| 菖蒲沼ゲレンデ                           | 菖蒲沼第2ペア                                         | 距離は短いが幅は広く、また斜度は緩く一定であるため初心者にも広く利用されている。 また、ユートピアゲレンデからの連絡コースが接続されている。 以前は付近に宿泊施設が集まっていたが、現在はすべてなくなっている。 音楽が有線放送で流されている。 |
| 連絡コース                               | ユートピア第1ペア ユートピア第2ペア （第1は夏季のみ） | ユートピアゲレンデ方面から菖蒲沼ゲレンデへ至るコース。 |
| ユートピアゲレンデ                       | ユートピア第1ペア ユートピア第2ペア （第1は夏季のみ） | 樹氷原コースの中間部に位置し、蔵王ロープウェイの中間駅に隣接する。 |
| 百万人ゲレンデ                           | アストリア第三ペア （運転休止多）                     | 最大幅200mで広く開放的な中～急斜面のコース。 |
| 横倉ゲレンデ・ アストリアゲレンデ        | 蔵王ロープウェイ山麓線                                | 最上部には平均斜度30度（最大38度）の横倉の壁がある。壁以外のゲレンデは初～中級者向け。 かつてはナイター営業を行っていたが、2021年〜2022年シーズン限りでナイター営業を終了した。 |
| 横倉ゲレンデ・ アストリアゲレンデ        | アストリア第2ペア                                     | 最上部には平均斜度30度（最大38度）の横倉の壁がある。壁以外のゲレンデは初～中級者向け。 かつてはナイター営業を行っていたが、2021年〜2022年シーズン限りでナイター営業を終了した。 |
| 横倉ゲレンデ・ アストリアゲレンデ        | アストリア第1ペア                                     | 最上部には平均斜度30度（最大38度）の横倉の壁がある。壁以外のゲレンデは初～中級者向け。 かつてはナイター営業を行っていたが、2021年〜2022年シーズン限りでナイター営業を終了した。 |
| 横倉ゲレンデ・ アストリアゲレンデ        | 横倉第1ペアAB線                                       | 最上部には平均斜度30度（最大38度）の横倉の壁がある。壁以外のゲレンデは初～中級者向け。 かつてはナイター営業を行っていたが、2021年〜2022年シーズン限りでナイター営業を終了した。 |
| 横倉ゲレンデ・ アストリアゲレンデ        | 横倉第二ペア （運転休止多）                           | 最上部には平均斜度30度（最大38度）の横倉の壁がある。壁以外のゲレンデは初～中級者向け。 かつてはナイター営業を行っていたが、2021年〜2022年シーズン限りでナイター営業を終了した。 |
| 黒姫ゲレンデ                             | 黒姫第1クワトロ                                       | コース幅がかなり広く、長さもあるため開放的なゲレンデとなる。フード付きの4人乗り高速リフトが左右に2線架かり、延長1.7km、標高差420mの高速クルージング向けのゲレンデである。途中には上級者コースへの分岐もある。 |
| 黒姫ゲレンデ                             | 黒姫第2クワトロ （廃止済）                            | コース幅がかなり広く、長さもあるため開放的なゲレンデとなる。フード付きの4人乗り高速リフトが左右に2線架かり、延長1.7km、標高差420mの高速クルージング向けのゲレンデである。途中には上級者コースへの分岐もある。 |
| 大森ゲレンデ                             | 大森クワトロ                                          | 当スキー場で一番標高の低い場所に位置し、黒姫と共にできた新しいゲレンデ。下部には大森のカベと呼ばれる急斜面があり、迂回コース以外は初級者には厳しい。斜面が山の南側に位置しているため、シーズンの終わりごろには雪が他の場所より早めに柔らかくなってしまう。ゲレンデ中には、山形県道53号山形永野線の横倉トンネルの上を跨ぐ箇所があり、宮城県のセントメリースキー場が山形自動車道の上を跨いでいるのと同様のゲレンデ構成になっている。 |
| 唐松コース・ラングラウフコース（廃止済） | 唐松ペア（廃止済）                                    | 唐松コースは、駐車場へ直接行けるようにしたコース。 ラングラウフコースは、総合グラウンド駐車場を発着点とする1周5 kmのクロスカントリーコースだった。唐松コース (竜山ゲレンデ) と含めると1周7.5 kmとなっていた。 |

### 山形蔵王温泉スキー場の代表的な上級コース
- 横倉のカベ（斜度38°）

横倉ゲレンデにある北側斜面で、不整地のため凹凸が激しく、アイスバーンも多い。オリンピック等でよくみられるコースよりも斜度、凹凸の高さともに厳しいため「滑走」するためには別の技術が必要となる。
- 大森のカベ（斜度32°）

大森ゲレンデ
- 涸沢のカベ（斜度25°　スキー場マップでは「ザイラーコース」と記載）

パラダイスゲレンデのメインコース。標高が高いため積雪も多く、雪質も比較的良いことが多い。凹凸は少ないが、時期によってはアイスバーンが多く、霧がひどいときもある。コース下部では初心者コースと合流し、パラダイスリフト、大平コース方面それぞれの利用者が交差する上にパラダイスロッジもあるため接触事故に注意が必要。
- 中央のカベ　(斜度35°)

中央ゲレンデにある。
- ハーネンカムのカベ (斜度38°)

全日本スキー連盟公認の競技コース。競技大会がない時の上級者の腕の見せどころ。

## 山形市蔵王ジャンプ台

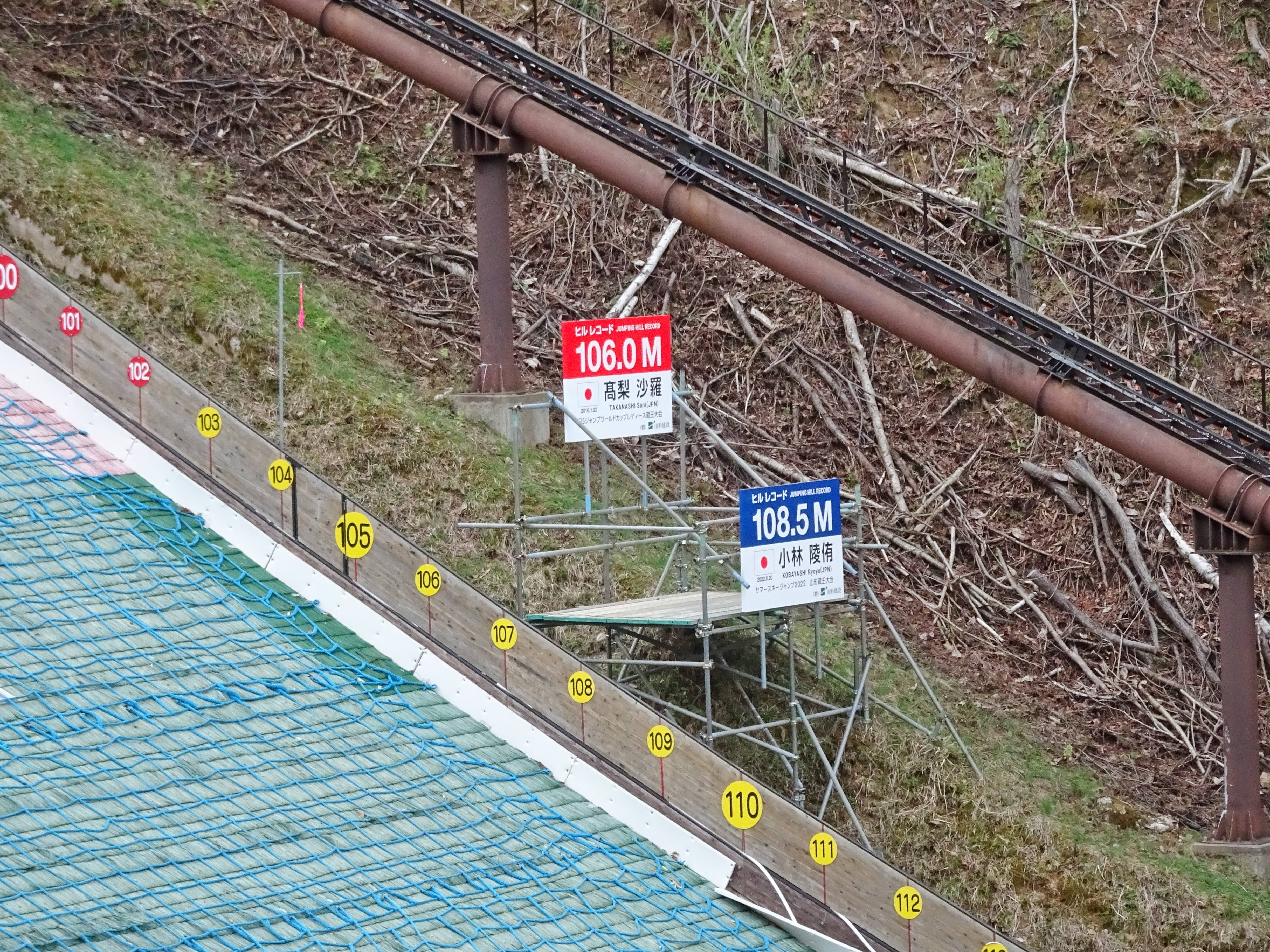
アリオンテック蔵王の最長不倒距離ボード

FIS（国際スキー連盟）公認のスキージャンプ競技場。上の台ゲレンデと竜山ゲレンデに挟まれた場所に位置する。K=95m、HS=102m。
1979年のインタースキー蔵王大会に合わせて建設された。1989年より2011年までFIS公認の大会（国際蔵王ジャンプ大会NHK杯・国際蔵王ジャンプ大会山形市長杯）が開催されていた。2012年3月には女子スキージャンプ・ワールドカップが日本国内で初めて開催され、以降毎年2戦ずつ組まれている。
2015年にはサマージャンプとナイターを実施可能とする改修工事を行っており、K=95m, HS=106mとノーマルヒルのジャンプ台としては国内最大となった。2016年のFISジャンプワールドカップレディースはナイターで行われる。
2015年11月、山形市は蔵王ジャンプ台についてネーミングライツパートナー（命名権者）を募集することを表明し、女子ジャンプ選手の高梨沙羅などが所属しているクラレが命名権を獲得した。これにより翌2016年1月1日から5年間「クラレ蔵王シャンツェ」（クラレざおうシャンツェ）の名称が使用された。
クラレの契約満了後は山形市に本社を置くアリオンテック株式会社が2021年1月1日から5年間の命名権を取得し、現在は「アリオンテック蔵王シャンツェ」となっている。

## イベント
- 蔵王温泉大露天風呂大解放！（2月上旬）
- 雪と炎の響宴（2月上旬）
- 雪の坊祭り（2月上旬）

## 施設
- 蔵王ベースセンタージュピア
蔵王エリアで最も広いパブリックスペースで、スクールの受付、チケット売場、インフォメーション、レストラン、レンタルショップなどがある[9]。住所は山形県山形市蔵王温泉上の台18[9]。

### 過去に存在した施設
- ZAOセンタープラザ
1976年（昭和51年）に宿泊施設や温泉などを備えた複合施設「蔵王サンハイム」として開業[10][11]。1995年（平成7年）にはレストランや土産物店なども入り、施設名を「ZAOセンタープラザ」としてリニューアルした（運営企業名は蔵王サンハイム）[10]。2021年（令和3年）12月にはレストランをカフェに改装した[10]が、施設の老朽化や後継者難により2023年（令和5年）5月15日で営業を終了[10]。なお、運営会社の蔵王サンハイムは2023年11月27日に特別清算の開始命令を受けている[10]。
- 蔵王パラダイスロッジ
スキー場最上部のパラダイスゲレンデにあった宿泊施設。2002年3月31日で営業を終了[12]
- スターライトホテル「樹氷の家」
- 同じくパラダイスゲレンデにあった宿泊施設。2015年5月で営業を終了。(火山活動による風評被害の影響)
- 蔵王国際高原ホテル
- スキー場上部の中央ゲレンデにあった宿泊施設。2011年3月廃業。(なおホテル内に存在したレストランぺルベルのみ、名前を残して中央ゲレンデ第一リフト前に独立した店舗で営業している)

### ペンション村
山麓には複数のペンションからなる蔵王ペンション村（ZAOペンション村）がある。年に2回、オープンガーデンが開催され風物詩となっている。

### ロープウェイ駅
- 蔵王中央ロープウェイ

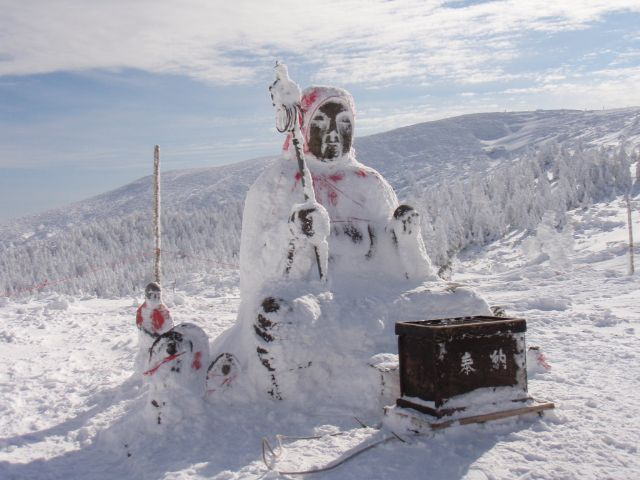
山頂駅の地蔵

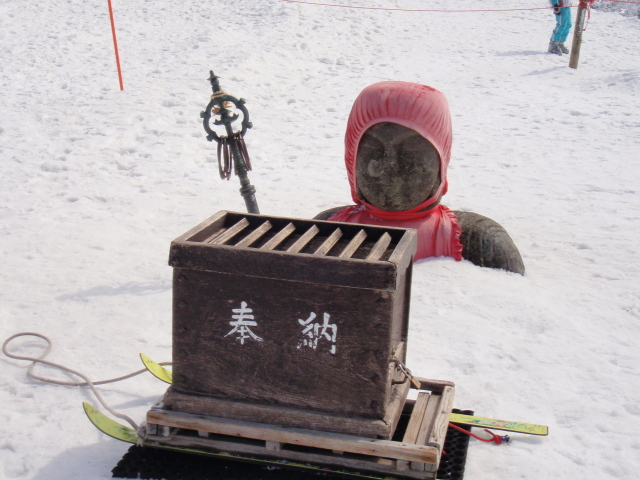
大部分が埋まった地蔵

  - 蔵王中央ロープウェイ温泉駅（標高864m） - 鳥兜駅（標高1,387m）[15]
- 蔵王ロープウェイ（山麓線）
  - 蔵王ロープウェイ蔵王山麓駅（標高855m） - 樹氷高原駅（標高1,331m）[15]
- 蔵王ロープウェイ（山頂線）
  - 樹氷高原駅（標高1,331m） - 地蔵山頂駅（標高1,661m）[15]
  - ロープウェイ山頂駅の前には1775年に建立とされたとされる安全祈願の地蔵と賽銭箱が置かれている。地蔵の高さは2m以上にも及ぶが、真冬は積雪により大部分が隠れてしまい頭部のみが露出した状態になることもある。

## 樹氷原

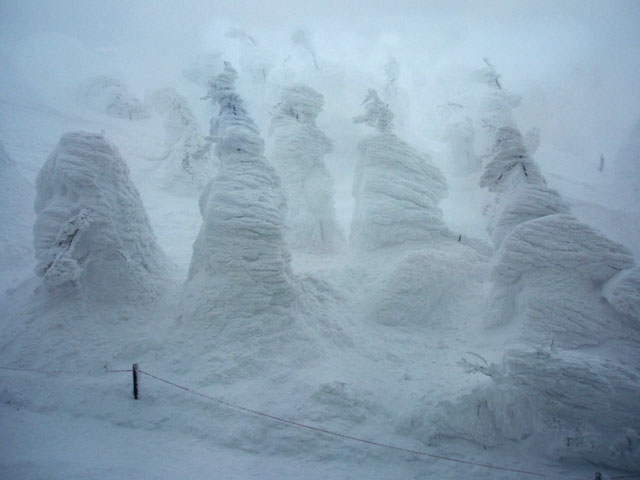
樹氷

当スキー場の最上層では1月から2月にかけて広大な樹氷原が見られることで知られ、山頂駅の屋上から樹氷原を見渡したり樹氷原の中を滑走したりすることができる。
また、12月下旬から2月下旬にかけては夜間に樹氷のライトアップが行われる日があり、期間中は様々な色に彩られた樹氷を楽しむことができる。
樹氷原へは蔵王ロープウェイの山麓線と山頂線を乗り継いで向かい、スキー等の滑走用具を持たない観光客も上記ロープウェイの往復券を購入することで観賞が可能である。
滑走用具を持っている場合は、他のゴンドラ・リフトを乗り継いで中間地点まで行くこともできる。
なお、観光PR用の写真ではしばしば快晴の樹氷原が写されるが、1~2月の樹氷最盛期に快晴になるのは週1~2日程度であり、悪天候が多い。樹氷シーズンに上部エリアに行く場合は万全の寒さ対策（できればフェイスマスクも携行するのが望ましい）が必要である。

### 虫食いによる枯死問題
蔵王ロープウェイの地蔵山頂駅周辺のアオモリトドマツの樹林帯では2013年頃からトウヒツヅリヒメハマキによる食害が始まり、加えて2016年頃からはトドマツノキクイムシによる同樹林帯の食害が広がっている。自然発生のものであるため対策が難しく、2021年現在では標高約1600メートル付近で約17ヘクタールと被害エリアが拡大した。

## アクセス
- 鉄道
  - 山形新幹線・奥羽本線山形駅から山交バスで50分
- 車
  - 山形自動車道山形蔵王ICから西蔵王高原ライン経由で16.5km